# Arnaldo Tamayo Méndez
Arnaldo Tamayo Mendez, född 29 januari 1942 i Guantánamo, Kuba, kubansk kosmonaut. Tamayo Mendez deltog 18 september till 26 september 1980, som förste kuban i rymden, när Sojuz 38, gjorde sin rymdfärd.